# Belagerung von Amerli
Die Belagerung von Amerli war eine militärische Auseinandersetzung zwischen der Terrororganisation Islamischer Staat (IS) und der mehrheitlich zu den Turkmenen des Irak gehörigen Bevölkerung des Ortes Amerli zwischen Anfang Juli und Anfang September 2014.

## Verlauf
Anfang Juli 2014 waren die regulären irakischen Einheiten in Amerli vor den sunnitischen Extremisten geflohen. Die Bewohner von Amerli, in ihrer Mehrheit Landwirte und Kleinbauern, entschlossen sich im Juni, ihre Äcker liegen zu lassen und zu den Waffen zu greifen. Die verbliebenen Bewohner begannen die Stadt zu befestigen und jeder Mann wurde zu einem Soldaten, sie konnten den ersten Angriff abwehren. Die Stadt wurde daraufhin eingeschlossen und war wochenlang belagert. Die Motivation der Einwohner lässt sich an der Aussage eines 14-jährigen ablesen: Die Panzer feuerten unaufhörlich auf unsere Stellungen. Es gab viele Scharfschützen, aber ich hatte niemals Angst, denn ich wusste, dass sie meine Mutter und meine Geschwister töten würden, wenn ich mich ergebe. Und das gab mir die Kraft weiterzukämpfen.
Im August 2014 rief der UN-Sondergesandte für den Irak, Nikolaj Mladenow, zu dringender Hilfe für die Stadt auf und warnte, dass den Einwohnern im Fall einer Einnahme durch die Dschihadisten ein Massaker drohe.
Im August, wenige Tage vor der Befreiung, schlossen die Einwohner von Amerli einen Pakt, dass sie gemeinsam Selbstmord begehen würden, sollten die radikalen Islamisten auch nur einen einzigen Fuß in die Stadt setzen. Sie hätten es vorgezogen, sich das Leben zu nehmen, als bei einer Massenhinrichtung zu sterben oder zu Sklaven zu werden.
Die irakische Luftwaffe begann am 27. August, die IS-Stellungen zu attackieren. Die irakische Armee, schiitische Milizen und die kurdische Armee traten am 30. August zum Entsatz an, die US-Luftwaffe griff begleitend die IS-Stellungen an. Der Durchbruch gelang am 31. August 2014. Noch am selben Tag konnten die Belagerungskräfte östlich der Stadt besiegt werden. Erstmals dürfte sich die Luftwaffe des schiitisch dominierten Iran beteiligt haben.

## Folgen
Laut einer Aussage des Irak-Experten vom Washington Institute for Near East Policy Michael Knights wurde die Stadt zum Symbol des schiitischen Widerstands und war auch die letzte nicht-sunnitische Gemeinde, die der Terrororganisation ausgesetzt war.
Am 18. März 2015 veröffentlichte Human Rights Watch einen 31-seitigen Bericht über die Situation nach dem Ende der Belagerung. In diesem Bericht wurde den irakischen Streitkräften, vor allem aber den freiwilligen Milizverbänden vorgeworfen, – vorsätzlich – Geschäfte und Häuser und mind. zwei Dörfern von geflohenen sunnitischen Bewohnern geplündert und niedergebrannt zu haben. Weiterhin wurde von Human Rights Watch festgestellt, dass mindestens zwei umliegende Dörfer vollständig und viele andere teilweise zerstört wurden.